# Stephen Hannock

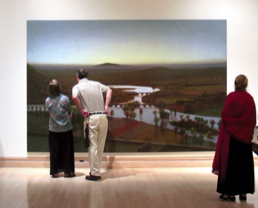
Bezoekers in het Metropolitan Museum bekijken The Oxbow, een schilderij van Hannock

Stephen Hannock (Albany, 31 maart 1951) is een Amerikaans kunstschilder die bekendstaat om zijn atmosferische landschappen. Kunstcritici vergelijken Hannocks werk met de schilderijen van Thomas Cole, Frederic Edwin Church, William Turner, Albert Pinkham Ryder en Louis Rémy Mignot.
Een van Hannocks bekendste werken is The Oxbow: After Church, After Cole, Flooded (Flooded River for the Matriarchs E. & A. Mongan), Green Light uit 2000, dat tentoongesteld wordt in het Metropolitan Museum of Art in New York. Het schilderij biedt hetzelfde perspectief op het landschap als in Thomas Coles View from Mount Holyoke, Northampton, Massachusetts, after a Thunderstorm—The Oxbow uit 1836.